# مانويل أفيلا
مانويل أفيلا (بالإنجليزية: Manuel Ávila)‏ (4 يوليو 1992 بفاليجو في الولايات المتحدة - ) هو ملاكم أمريكي، صنّف ضمن فئة وزن الريشة ‏.

## إحصائيات
خاض خلال مسيرته 24 نزالا، فاز في 23 ولم يتعادل وخسر في 1. فاز بالضربة القاضية في 8 نزالات.

## روابط خارجية
- مانويل أفيلا على موقع بوكس ريك (الإنجليزية) (registration required)
- مانويل أفيلا على موقع Tapology.com (الإنجليزية)